# Vultures of the Sea

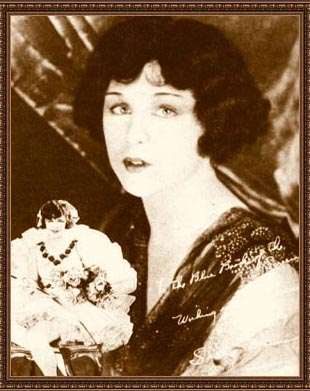
Shirley Mason, estrela do seriado.

Vultures of the Sea é um seriado estadunidense de 1928, no gênero aventura, dirigido por Richard Thorpe, em 10 capítulos, estrelado por Johnnie Walker, Shirley Mason e Boris Karloff. O seriado foi produzido e distribuído pela Mascot Pictures, e veiculou originalmente nos cinemas estadunidenses entre 1 de agosto e 3 de outubro de 1928.
Este seriado é considerado perdido.

## Sinopse
Quando seu pai é falsamente acusado e condenado a morrer por um assassinato cometido a bordo de um navio, o filho se engaja como um tripulante para descobrir o verdadeiro assassino e inocentar o pai.

## Elenco
- Johnnie Walker[3]
- Shirley Mason
- Tom Santschi
- Frank Hagney
- Boris Karloff - Grouchy
- Horace B. Carpenter (não-confirmado)
- George Magrill
- Joseph Bennett (creditado Joe Bennett)
- Arthur Dewey
- Joe Mack (creditado Joseph Mack)
- J. P. Lockney (creditado John P. Lockney)
- Lafe McKee
- Leo D. Maloney
- Tom Mintz
- Jack Perrin

## Capítulos
1. The Hell Ship
2. Cast Adrift
3. Driven to Port
4. Scum of the Sea
5. The Harbor of Danger
6. The Stolen Ship
7. At the Mercy of the Flames
8. The Fight for Possession
9. The Traitor
10. The End of the Quest